# Connecticut National Guard

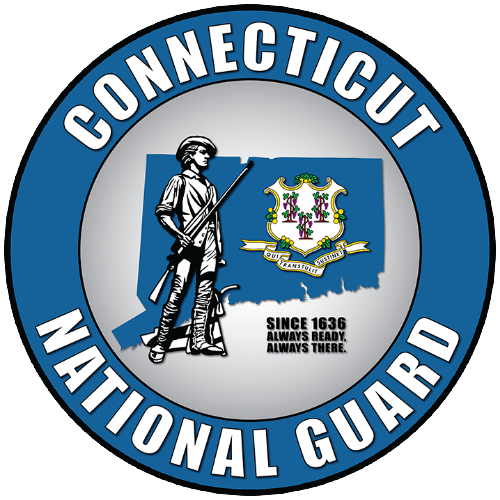
Connecticut National Guard Logo

Die Connecticut National Guard (CTNG) des US-Bundesstaates Connecticut  ist Teil der im Jahr 1903 aufgestellten Nationalgarde der Vereinigten Staaten (akronymisiert USNG) und somit auch Teil der zweiten Ebene der militärischen Reserve der Streitkräfte der Vereinigten Staaten.

## Organisation
Die Mitglieder der Nationalgarde sind freiwillig Dienst leistende Milizsoldaten, die dem Gouverneur von Connecticut Ned Lamont unterstehen. Adjutant General of Connecticut ist seit 2018 Major General Francis J. Evon Jr.
Die Nationalgarden der Bundesstaaten sind seit 1903 bundesgesetzlich und institutionell eng mit der regulären Armee und Luftwaffe verbunden, so dass unter bestimmten Umständen mit Einverständnis des Kongresses die Bundesebene auf sie zurückgreifen kann. Bei Einsätzen auf Bundesebene ist der Präsident der Vereinigten Staaten Commander-in-Chief. Die Nationalgardeeinheiten des Staates werden auf Bundesebene vom National Guard Bureau (Arlington, VA) unter General Steven Nordhaus koordiniert.
Davon zu trennen ist die Staatsgarde, die Connecticut State Militia, die allein dem Bundesstaat verpflichtet ist und aus 4 Kompanien der Governor's Guards besteht:
- First Company Governor's Foot Guard  (Hartford, 1771)
- First Company Governor's Horse Guards (Hartford, 1778)
- Second Company Governor's Foot Guard (New Haven, 1778)
- Second Company Governor's Horse Guard (New Haven, 1808)

## Geschichte
Die Connecticut National Guard führt ihre Wurzeln auf Milizverbände der Colony of Connecticut des Jahres 1636 zurück. 

## Personalstärke und Einheiten
Die Connecticut National Guard besteht aus den beiden Teilstreitkraftgattungen des Heeres und der Luftstreitkräfte, namentlich der Army National Guard und der Air National Guard.
Die Connecticut Army National Guard hatte 2023 eine Personalstärke von 3.623, die Connecticut Air National Guard eine von 1.126, was eine Personalstärke von gesamt 4.749 ergibt.

### Einheiten der Connecticut Army National Guard
- 1109th Theater Aviation Sustainment Maintenance Group (TASMG)
- 143rd Regional Support Group (RSG)
- 169th Leadership Regiment - Regional Training Institute (RTI)
- 85th Troop Command
  - 1-102nd Infantry Battalion
  - 192nd Military Police Battalion
  - 14th Civil Support Team
  - Charlie Company, 572nd Brigade Engineer Battalion

### Einheiten der Connecticut Air National Guard
- 103d Airlift Wing (gegründet am 1. November 1923 als 118th Observation Squadron) auf der Bradley Air National Guard Base, Windsor Locks
- 103d Air Control Squadron in Orange